# نور الدين بن عمر علمي
نور الدين بن عمر علمي من مواليد 12 ماي 1948 بمكناس، سياسي ودبلوماسي مغربي . شغل منصب سفير المغرب في سلطنة عمان من 2006 إلى 2011 ووزير البيئة في حكومة عبد اللطيف الفيلالي الثانية من يناير 1995 إلى غشت 1997.

## سيرته
بعد حصوله على البكالوريا العلمية من ثانوية ديكارت بالرباط ، حصل نور الدين بن عمر علمي على الدكتوراه في الطب عام 1975، ثم شغل مناصب المسؤولية في مستشفيات الرباط - سلا. بين عامي 1985 و1993 ، كان رئيسًا للمجلس البلدي في حي يعقوب المنصور ، الحي الشعبي المتواجد في العاصمة الرباط ، ورئيس الجماعة الحضرية لذات المدينة. كما كان رئيسًا لـلشركة الشريفة للبترول (Société Chérifienndu Pétrole) ، التي تحولت سنة 2003 بعد إلى المكتب الوطني للهيدروكربونات والمناجم . في يوليوز 1993 ، منحه الملك الحسن الثاني وسام العرش.
في يناير 1995 ، عيّن وزيراً للبيئة في حكومة عبد اللطيف الفيلالي الثانية ، واستمر في هذا المنصب حتى غشت 1997 ، حيث حل محله التكنوقراط حسين التيجاني في نفس الحكومة.
شغل منصب سفير المملكة المغربية في هولندا من 1999 إلى 2006 حيث غير منصبه.
في سنة 2006 ، عينه الملك محمد السادس سفيرا للمملكة المغربية لدى سلطنة عمان، وهي المهمة التي استمر فيها حتى سنة 2011 ، عندما حل محله طارق الحسيسن.
عين سفيرا لدى هنغاريا في دجنبر 2011 وبقي في هذا المنصب حتى يونيو 2016 .